# Valerie Faris
Pour les articles homonymes, voir Faris.
Valerie Faris est une réalisatrice, productrice, scénariste et monteuse américaine née le 20 octobre 1958 à Los Angeles en Californie aux États-Unis.

## Filmographie

### comme réalisatrice
- 1983 : The Cutting Edge (série TV)
- 1986 : Belinda (vidéo)
- 1989 : Paula Abdul: Straight Up (vidéo)
- 1989 : Rhythm Nation 1814
- 1991 : Captivated '92: The Video Collection (vidéo)
- 1991 : Extreme: Photograffitti (vidéo)
- 1993 : The Jim Rose Circus Sideshow (vidéo)
- 1995 : R.E.M.: Rough Cut (TV)
- 2005 : The Check Up
- 2006 : Little Miss Sunshine
- 2012 : Elle s'appelle Ruby (Ruby Sparks)
- 2017 : Battle of the Sexes

### comme productrice
- 1988 : The Decline of Western Civilization Part II: The Metal Years
- 1989 : Rhythm Nation 1814
- 1989 : Paula Abdul: Straight Up (vidéo)
- 1990 : Janet Jackson: The Rhythm Nation Compilation (vidéo)
- 1991 : Captivated '92: The Video Collection (vidéo)
- 1993 : Gift (vidéo)
- 1995 : R.E.M.: Rough Cut (TV)

### comme scénariste
- 1986 : Belinda (vidéo)

### comme monteuse
- 1986 : Belinda (vidéo)

## Distinctions

### Récompenses
- 2007 : David Lean Award au BAFTA Awards pour Little Miss Sunshine
- 2007 : César du meilleur film étranger pour Little Miss Sunshine
- 2006 : Oscar du meilleur scénario original pour Little Miss Sunshine
- 2006 : BAFTA du meilleur scénario original pour Little Miss Sunshine